# Can Cassaula
Can Cassaula és una obra del municipi de Riudaura (Garrotxa) inclosa en l'Inventari del Patrimoni Arquitectònic de Catalunya.

## Descripció
És una casa situada a la part alta de la Plaça del Gambeto nº 9. Es tracta d'un gran casal de planta rectangular i teulat de quatre vessants. Disposa de baixos, planta habitatge i golfes-graner. Va ser bastida amb pedra poc treballada del país, llevat dels bons carreus emprats per fer els cantoners i algunes de les obertures. En els baixos destaca una bonica porta d'arc de mig punt i adovellada, situada a la part central de l'edifici. A cada costat de la mateixa hi ha una finestra allargada verticalment, amb menuda llinda de pedra. Les obertures de la planta-habitatge han estat remodelades en diverses ocasions; disposa de tres grans finestres, no situades al mateix nivell i amb llindes de fusta. El pis superior o graners té sis obertures rectangulars, amb llinda de fusta. Can Casula va estar en procés de restauració a finals dels anys 80.